# Nader Naderpour
Nader Naderpour (en persan : نادر نادرپور), né le 6 juin 1929 à Téhéran – mort le 18 février 2000 à Los Angeles, est un poète iranien.

## Biographie
Naderpour naît le 6 juin 1929 à Téhéran, d'un père peintre et amateur de littérature persane, et d'une mère musicienne. Il achève ses études à la Sorbonne, à Paris. À son retour en Iran, il est rédacteur en chef du mensuel Honar va Mardom. Il part ensuite étudier à Rome. Puis il revient en Iran où il dirige des programmes audiovisuels sur la littérature contemporaine. En 1980, il quitte l'Iran pour la France où il rejoint le Mouvement  de Résistance Nationale fondé par Chapour Bakhtiar. Puis, en 1987, s'établit aux États-Unis,.

## Œuvre
Naderpour a commencé à écrire de la poésie dans les années 1940. Il a publié neuf recueils de poèmes, traduits dans plusieurs langues dont le français. Le premier, en 1954, a pour titre Chashmha va Sasthayash. Dokhtare Jame (« Fille de la coupe ») est le deuxième, l'année suivante. Shere Angour paraît en 1958. Sormahe Khorshid en 1960. En 1968, il publie coup sur coup trois recueils : Giyah va Sang na, Atash ; Az Aseman ta Risman et Shame Baz Pasin. Sobhe Doroughin est publié en 1982 par le Mouvement de Résistance Nationale.
Leur diffusion en Iran est interdite.

## Ouvrages traduits en français
- Nader Naderpour (trad. Parviz Abolgassemi), Fille de la coupe, Fuveau, RAC, 2001 (ISBN 2-905205-87-8 (édité erroné), BNF 38884912)

- Trois figures de la poésie francophile persane : Eslâmi-e Nodouchane, Honarmandi et Nâderpour. L'harmattan, 2016.
- L'Ardente clarté des crépuscule. L'harmattan, collection « L'Iran en transition », 2021.